# Liste der Gouverneure von Ghana

## Portugiesische Gouverneure
Sitz: Elmina
| \| \| Liste der portugiesischen Gouverneure an der Goldküste (sofern bekannt) \| |                                                                          | |
| Zeit                                                                             | Name                                                                     | Bemerkungen |
| 1482–1485                                                                        | Diogo de Azambuja                                                        | |
| 1485–1486                                                                        | Alvaro Vaz Pestana                                                       | |
| ?                                                                                | Alvaro Mascarenhas                                                       | |
| 15.09.1495–30.06.1499                                                            | Lopo Soares                                                              | |
| 1499–1503 (?)                                                                    | Fernão Lopes Correia                                                     | |
| 1503 (?)–1506 (?)                                                                | Diogo Lopes de Sequeira                                                  | im Dezember 1503 |
| 1506 (?)–1509 (?)                                                                | António de Bonadilha                                                     | Vorgänger von Manuel de Goes                                                                                              |
| 1509 (?)–1512 (?)                                                                | Manuel de Goes auch: Manuel de Góis                                      | im April 1510 |
| im Jahre 1513                                                                    | Affonso Caldeira                                                         | |
| im August 1513                                                                   | Antonio Froes                                                            | |
| September 1514–1516 (?)                                                          | Nuno Vaz de Castelbranco                                                 | im Oktober 1514 |
| 1516 (?)- 1519                                                                   | Fernão Lopes Correia                                                     | im Amt am 8.10.1518; kehrte am 9.1.1520 an Bord der „Santa Maria da Ajuda“ nach Europa zurück                             |
| 1519–1522                                                                        | Duarte Pacheco Pereira                                                   | Rückführung nach Europa als Gefangener unter Anklage der Unterschlagung                                                   |
| 1522–1525 (?)                                                                    | (Dom) Affonso de Albuquerque                                             | war noch im Amt im April 1524                                                                                             |
| 1525 (?)                                                                         | João de Barros                                                           | nach 1522, bis 1525 |
| 1525 (?)–1528 (?)                                                                | Manuel de Faria de Sousa andere Quelle: João de Sousa                    | war September und Dezember 1525 im Amt                                                                                    |
| 1529–1532                                                                        | Estêvão da Gama                                                          | Sohn von Vasco da Gama |
| 20.08.1536–22.11.1537                                                            | Manuel de Albuquerque                                                    | |
| 1540–1543                                                                        | António de Miranda de Azevedo                                            | kehrte am 23.08.1543 nach Lissabon zurück                                                                                 |
| 1541 (?)–1550 (?)                                                                | Lopo de Sousa Coutinho                                                   | |
| 1545–1548                                                                        | António de Brito                                                         | |
| 1545                                                                             | Diogo Soares de Albergaria                                               | |
| 1549 (?)–1550 (?)                                                                | (Dom) Martin de Castro                                                   | im Oktober 1549 und April 1550 im Amt                                                                                     |
| 1550 (?)–1552 (?)                                                                | Diogo Soares de Albergaria                                               | Die Nominierung wurde am 26.07.1550 für zwei Jahre verlängert.                                                            |
| 1552 (?)                                                                         | Felipe Lobo                                                              | |
| 1552 (?)–1556 (?)                                                                | Rui de Melo                                                              | |
| 1556–?                                                                           | Affonso Gonçalves de Botafogo                                            | war noch im Amt im April 1557                                                                                             |
| ?–1559                                                                           | Antônio de Melo                                                          | |
| 1559                                                                             | Manuel da Fonseca                                                        | starb im Amt 1559 |
| ab April 1559, im Jahre 1562                                                     | Manuel de Mesquita Perestrelo andere Quelle: Manuel de Mesquita Pimentel | war Hauptmann der Küstengarde; kommissarische Amtsübernahme 1559                                                          |
| 1560 (?)                                                                         | Francisco de Barros de Paiva                                             | |
| bis 1562 (?)                                                                     | João Vaz de Almada Falcão                                                | |
| 1564 (?)                                                                         | Fernando Cardoso                                                         | |
| 1570–1573                                                                        | António de Sá                                                            | |
| Ende 1573                                                                        | Martim Affonso                                                           | |
| im Jahre 1581                                                                    | Vasco Fernandes Pimentel                                                 | |
| im Jahre 1581, 1584                                                              | João Rodrigues Peçanha                                                   | im Februar 1581 und im November 1584                                                                                      |
| 1586 (?)–1594 (?)                                                                | João Roiz Coutinho                                                       | |
| 1594–1608                                                                        | (Dom) Cristóvão de Melo                                                  | im Amt 1600 und 1603 |
| 1608–1613                                                                        | Duarte de Lima                                                           | Abfahrt Lissabon Mai/Juni 1608; Ankunft Elmina Juli 1608; Tod im Amt 1613                                                 |
| 1613 (?)                                                                         | João de Castro                                                           | Hauptmann der Küstengarde; kommissarisch Amtsübernahme 1613                                                               |
| 1613–1616                                                                        | Pedro da Silva                                                           | |
| 1616–1625                                                                        | Manuel da Cunha de Teive                                                 | kehrte im März 1625 wieder nach Lissabon zurück, nachdem er 6 Jahre 10 Monate und 29 Tage seit 1616 im Dienst gewesen war |
| 1622 (?)                                                                         | (Dom) Luís Tomé                                                          | |
| 1632–Mai 1634                                                                    | Pero Mascarenhas                                                         | starb im Amt im Mai 1634                                                                                                  |
| Mai 1634–Okt. 1634                                                               | Duarte Borges                                                            | Kaplan, kommissarisch |
| Nachfolger                                                                       | André da Rocha Magalhães                                                 | |
| bis 1642                                                                         | Francisco de Sotte                                                       | |
|                                                                                  | Liste der portugiesischen Gouverneure an der Goldküste (sofern bekannt)  | |

Im Jahr 1642 fiel mit Fort São António (Axim) der letzte portugiesische Stützpunkt an der Goldküste in die Hände der Holländer.
Anmerkung: In offiziellen Dokumenten lautete der portugiesische Amtstitel durch alle Epochen hindurch „capitão e governador do castelo e citade de São Jorge da Mina“. In den amtlichen Aufzeichnungen wird zumeist nur „capitão“ oder „capitão-mor“ genannt. Beim mitunter erwähnten „Alcaide-mor“ handelt es sich um eine dem Gouverneur untergeordnete Position.
| Zeit                                        | Name                   | (Amtstitel) und Bemerkungen |
| ------------------------------------------- | ---------------------- | --------------------------- |
| portugiesische Besatzung auf Christiansborg |                        |                             |
| 1679–1683                                   | Julian de Campo Bareto | (Capitão-mor)               |

## Niederländische Gouverneure
Sitz 1612–1642: Fort Nassau (Mouri); 1642–1872: Elmina
| \| \| Liste der niederländischen Gouverneure an der Goldküste (sofern bekannt) \| |                                                                          | |
| Zeit | Name                                                                     | (Amtstitel) und Bemerkungen |
| unter unmittelbarer Verwaltung der Generalstaaten |                                                                          | |
| ab 1612 | Jacob Andriaensz Clantius                                                | (General der Goldküste) |
| bis März 1624 | Arent Jacobzen van Amersfoort                                            | (General der Goldküste) |
| Verwaltung im Namen der Niederländisch-Westindischen Compagnie (W. I. C.) |                                                                          | |
| im Jahre 1625 | Adriaen Jacobszoon                                                       | (Gouverneur) |
| (Die Datierungen der Liste zwischen 1638 und 1843 sind aus den Angaben des Gold Coast Almanac von 1843 ermittelt. Es hat sich in mehreren Fällen herausgestellt, dass die Jahre des Amtsantritts zu spät angesetzt sind. Wahrscheinlich handelt es sich hierbei um ein Druckfehler, da in dieser Quelle die Amtszeiten in Jahren, Monaten und Tagen wiedergegeben sind.) |                                                                          | |
| 1637–18.7.1639 | Nicolas van Iperen (Yperen)                                              | (Directeur-Generaal) |
| 18.7.1639–6.1.1641 | A. J. Monfort                                                            | (Directeur-Generaal) |
| 6.1.1641–18.12.1645 | Jacob Ruijghaver                                                         | (Directeur-Generaal) |
| 18.12.1645–9.4.1650 | J. van der Well Paul van der Well (?)                                    | (Directeur-Generaal) |
| 9.4.1650–11.6.1650 | H. Doedens                                                               | (Directeur-Generaal) |
| 11.6.1650–15.3.1651 | A. Cocq                                                                  | (Gouverneur) |
| 15.3.1651–24.1.1656 | Jacob Ruijghaver                                                         | (Directeur-Generaal) |
| 24.1.1656–14.5.1659 | Johannes van Valkenburgh                                                 | (Directeur-Generaal) |
| 14.5.1639–25.4.1662 | C. van Houssen (van Heussen)                                             | (Directeur-Generaal) |
| 25.4.1662–10.1.1663 | Dirck Wilré                                                              | (Directeur-Generaal) |
| 10.1.1663–21.6.1667 | Johannes van Valkenburgh                                                 | (Directeur-Generaal) |
| 21.6.1667–31.12.1668 | H. van Ongerdonk                                                         | (Gouverneur) |
| 31.12.1668–30.4.1675 | Dirck Wilré                                                              | (Directeur-Generaal) |
| 30.4.1675–1.8.1676 | J. Root                                                                  | (Directeur-Generaal) |
| 1.8.1676–14.2.1680 | A. Meermans                                                              | (Directeur-Generaal) |
| 14.2.1680–20.6.1683 | D. Verhoutert                                                            | (Directeur-Generaal) |
| 20.6.1683–3.6.1685 | Thomas Ernsthuis (Ernsthausen)                                           | (Directeur-Generaal) |
| 3.6.1685–17.12.1690 | Nikolas de Sweers (de Sweerts)                                           | (Directeur-Generaal) |
| 17.12.1690–10.2.1695 | Joël Smits (Schmits)                                                     | (Directeur-Generaal) |
| 10.2.1695–25.4.1697 | Jan Staphorst                                                            | (Directeur-Generaal) |
| 25.4.1697–18.4.1703 | J. van Sevenhuijsen                                                      | (Directeur-Generaal) |
| 18.4.1703–21.9.1706 | Willem de la Palma                                                       | (Directeur-Generaal) |
| 21.9.1706–26.8.1709 | Pieter Nuijts                                                            | (Directeur-Generaal) |
| 26.8.1709–30.6.1710 | H. van Weesel                                                            | (Gouverneur) |
| 30.6.1710–2.3.1712 | A. Schoonheidt                                                           | (Directeur-Generaal) |
| 2.3.1712–28.4.1717 | Hieronimus Haring                                                        | (Directeur-Generaal) |
| 28.4.1717–26.2.1719 | Abraham Engelgraaff Robbertsz                                            | (Directeur-Generaal) |
| 26.2.1719–31.8.1723 | Wilhelm Butler (Bullier)                                                 | (Directeur-Generaal) |
| 31.8.1723–2.5.1724 | Abraham Houtman                                                          | (Directeur-Generaal) |
| 2.5.1724–16.10.1724 | M. de Kraane                                                             | (Gouverneur) |
| 16.10.1724–9.1.1728 | P. Valckenier                                                            | (Directeur-Generaal) |
| 9.1.1728–3.1.1731 | R. Norri                                                                 | (Directeur-Generaal) |
| 3.1.1731–7.1.1735 | J. Pranger                                                               | (Directeur-Generaal) |
| 7.1.1735–27.12.1738 | Antonius van Overbeck                                                    | (Directeur-Generaal) |
| 27.12.1736–30.5.1740 | M. F. de Bordes                                                          | (Directeur-Generaal) |
| 30.5.1740–20.5.1741 | François Barovius (Barbins)                                              | (Gouverneur) |
| 20.5.1741–28.6.1747 | J. B. de Pietersen                                                       | (Directeur-Generaal) |
| 28.6.1747–1.10.1754 | Jan van Voorst                                                           | (Directeur-Generaal) |
| 1.10.1754–11.1.1756 | N. M. van Nood de Gietere (de Gientene)                                  | (Directeur-Generaal) |
| 11.1.1756–2.4.1758 | R. Ulsen                                                                 | (President) |
| 2.4.1758–30.5.1759 | L. J. van Tets                                                           | (Directeur-Generaal) |
| 30.5.1759–17.12.1759 | J. P. T. Huydecooper                                                     | (Directeur-Generaal) |
| 17.12.1759–25.9.1762 | D. P. Erasmi                                                             | (Directeur-Generaal) |
| 25.9.1762–14.11.1763 | H. Walmbeek                                                              | (Gouverneur) |
| 14.11.1763–20.8.1766 | J. P. T.Huydecooper                                                      | (Gouverneur) |
| 20.8.1766–21.8.1768 | Peter Wortmann                                                           | (Gouverneur-Generaal) |
| 21.8.1768–21.6.1780 | Peter Wortmann                                                           | (Directeur-Generaal) |
| 21.6.1780–11.2.1781 | J. van de Puye (van de Paye)                                             | (Gouverneur) |
| 11.2.1781–21.4.1784 | Pieter Volkmar                                                           | (Directeur-Generaal) |
| 21.4.1784–12.3.1785 | G. S. Galle (Galie)                                                      | (Gouverneur-Generaal) |
| 12.3.1785–24.6.1786 | A. Thierens                                                              | (Directeur-Generaal) |
| 24.6.1786–15.7.1787 | G. S. Galle (Galie)                                                      | (Gouverneur-Generaal) |
| 15.7.1787–23.3.1790 | L. van Bergen van der Grijp                                              | (President) |
| 23.3.1790–1791 | J. de Veer                                                               | (Directeur-Generaal) |
| nach Auflösung der W. I. C. direkte Verwaltung durch die Generalstaaten |                                                                          | |
| 1791–12.5.1794 | J. de Veer                                                               | (Directeur-Generaal) |
| 12.5.1794–22.1.1795 | L. van Bergen van der Grijp                                              | (President) |
| 22.1.1795–15.6.1796 | O. A. Daim                                                               | (Gouverneur) |
| 15.6.1796–4.3.1798 | Gerhardus Hubertus van Hamel                                             | (Gouverneur) |
| 4.3.1798–14.2.1804 | C. L. Bartels                                                            | (Gouverneur-Generaal) |
| 14.2.1804–31.3.1805 | J. de Roever                                                             | (President) |
| 31.3.1805–5.5.1807 | P. Linthorst                                                             | (Gouverneur-Generaal) |
| 5.5.1807–20.5.1808 | J. P. Hoogenboom                                                         | (President) |
| 20.5.1808–3.12.1809 | J. F. Koning                                                             | (President) |
| 3.12.1809–1814 | Abraham de Veer (J. de Veer?)                                            | (Commander-Generaal) |
| Wiedereinführung der Monarchie in den Niederlanden; Verwaltung im Namen der Krone |                                                                          | |
| 1814–9.12.1815 | Abraham de Veer (J. de Veer?)                                            | (Commander-Generaal) |
| 9.12.1815–30.1.1818 | Herman Willem Daendels                                                   | (bereits im Jahre 1814?) (Gouverneur-Generaal) Er war auch gleichzeitig als „Maréchal de France“ Vertreter der französischen Regierung für die Goldküste. |
| 30.1.1818–19.10.1819 | F.Ch.E. Oldenburg                                                        | (President) |
| 19.10.1819–6.5.1821 | J. Oosthout                                                              | (President Commander) |
| 6.5.1821–21.10.1822 | Frederick F. L. U. Last                                                  | (Commander ad Interim) |
| 21.10.1822–15.2.1823 | L. J.Temnink                                                             | (Commander ad interim) |
| 15.2.1823–23.2.1824 | (Oberstleutnant) W. Poolman                                              | (Commander) |
| 23.2.1824–4.10.1824 | A. Mourve                                                                | (Commander ad interim) |
| 4.10.1824–12.10.1824 | J. D. C. Pagenstecher                                                    | (Commander ad interim) |
| 12.10.1824–22.8.1826 | Frederick F. L. U. Last                                                  | (Commander ad interim) |
| 22.8.1826–14.7.1828 | J. C. van der Breggen Paauw                                              | (Commander ad interim) |
| 14.7.1828–27.1.1831 | (Oberstleutnant) Frederick F. L. U. Last                                 | (Commander) |
| 27.1.1831–27.2.1831 | J. T. C. Cremer                                                          | (Commander ad interim) |
| 27.2.1831–12.11.1831 | E. D. L. van Ingen                                                       | (Commander ad interim) |
| 12.11.1831–26.12.1831 | M. Swarte                                                                | (Commander ad interim) |
| 26.12.1831–17.7.1835 | (Oberstleutnant) C. E. Lans                                              | (Commander) |
| 17.7.1835–12.6.1836 | H. J. Tonneboeyer                                                        | (Commander ad interim) |
| ab 12.6.1836 | (Oberstleutnant) A. van der Eb                                           | (Commander ad interim) |
| im Jahre 1837 | (Major-Generaal) Verveer                                                 | ? |
| in den Jahren 1842, 1843 | (Oberstleutnant) A. van der Eb                                           | ? |
| im Jahre 1856 | Schomerus                                                                | ? |
| April 1857–11.9.1857 | J. van den Bossche                                                       | ? |
| ab 11.9.1857 | (Oberst) Cornelius Johannes Marius Nagtglas                              | (kommissarischer Gouverneur) |
| im Jahre 1858 | J. van den Bossche                                                       | ? |
| Mai 1858–Juni 1862 | (Oberst) Cornelius Johannes Marius Nagtglas                              | ? |
| ab Juni 1862 | Elias                                                                    | ? |
| bis 1867 | (Oberst) Cornelius Johannes Marius Nagtglas                              | ? |
| 1867–20.3.1869 | Boers                                                                    | ? |
| 20.3.1869–Juni 1871 | (Oberst) Cornelius Johannes Marius Nagtglas                              | ? |
| ab Juni 1871 | Hugenholz                                                                | (Gouverneur ad interim) |
| vor Dezember 1871 | Wirix                                                                    | (Gouverneur ad interim) |
| vor Dezember 1871 | Le Jeune                                                                 | (Gouverneur ad interim) |
| ab Dezember 1871 | Ferguson                                                                 | (Gouverneur ad interim) |
| 1872 | Le Jeune                                                                 | (Konsul) |
| | Liste der niederländischen Gouverneure an der Goldküste (sofern bekannt) | |

Mit einem am 25. Februar 1871 in Den Haag unterzeichneten Vertrag überträgt Seine Majestät, der König der Niederlande, Ihrer Majestät, der Königin des Vereinigten Königreiches von Großbritannien und Irland, alle Rechte hinsichtlich der Souveränität, der Jurisdiktion und des Eigentums, die er an der Küste von Guinea besitzt. Die Ratifikationsurkunden wurden am 17. Februar 1872 in Den Haag ausgetauscht.

## Britische (englische) Gouverneure
Sitz: London, nach 1664 Cape Coast Castle
| \| \| Liste der britischen (englischen) Gouverneure der Goldküste (sofern bekannt) \| |                                                                              |                                                               |
| Zeit | Name                                                                         | Bemerkungen                                                   |
| „Company of Adventurers of London trading in Gynney and Bynney“ |                                                                              |                                                               |
| 1618–1625 | (Sir) William St. John                                                       | (Gouverneur) der Gesellschaft                                 |
| 1625–1631 | (Sir) Richard Young                                                          | (Gouverneur) der Gesellschaft                                 |
| „Company of Merchants Trading to Guinea“; ab 1651 neuer Name: „Company of London Merchants“ |                                                                              |                                                               |
| 1631–1649 | (ab 1640: Sir) Nicholas Crispe                                               | (Gouverneur) der Gesellschaft                                 |
| ab 1649 | John Wood                                                                    | (Gouverneur) der Gesellschaft                                 |
| im Jahre 1653 | George Middleton                                                             | (Gouverneur) der Gesellschaft                                 |
| 1658–1663: Verpachtung des Westafrikahandels an die „East India Company“ |                                                                              |                                                               |
| im Jahre 1660 | William Greenhill                                                            | (Gouverneur)                                                  |
| 1663–1668: „Company of Royal Adventurers of England trading to Africa“ |                                                                              |                                                               |
| im Jahre 1663 | John Stoakes                                                                 | (Gouverneur) der Gesellschaft                                 |
| 1668–1671: Lizenzvergabe an die „Gambia Adventurers“ |                                                                              |                                                               |
| 1671–1751: „Royal African Company“ |                                                                              |                                                               |
| im Jahre 1685 | Henry Nurse                                                                  |                                                               |
| im Jahre 1691 | John Bloome                                                                  |                                                               |
| 1697–1701 | Baggs                                                                        |                                                               |
| ab 1701 | Thomas Dalby                                                                 | (Captain-General)                                             |
| im Jahre 1704 | Benjamin Way                                                                 |                                                               |
| bis 3.1.1711 | (Sir) Thomas Dalby                                                           | (†)                                                           |
| bis 1750 | John Roberts                                                                 | (Gouverneur)                                                  |
| 1751–1821: „Company of Merchants trading to Africa (African Company of Merchants)“ |                                                                              |                                                               |
| 1750–23.1.1751 | Sebastian Carbot                                                             | (Gouverneur)                                                  |
| 23.1.1751–23.1.1756 | Thomas Melvil                                                                | (Gouverneur-in-Chief) (†)                                     |
| 23.1.1756–17.2.1756 | William Tymewell                                                             | (Gouverneur-in-Chief) (†)                                     |
| 17.2.1756–15.10.1757 | Charles Bell                                                                 | (stellvertretender Gouverneur)                                |
| 15.10.1757–10.5.1761 | Nassau Senior                                                                | (Gouverneur-in-Chief)                                         |
| 10.5.1761–15.8.1763 | Charles Bell                                                                 | (Gouverneur-in-Chief)                                         |
| 15.8.1763–1.3.1766 | William Mutter                                                               | (Gouverneur-in-Chief)                                         |
| 1.3.1766–11.8.1766 | John Hippersley                                                              | (Gouverneur-in-Chief) (†)                                     |
| 11.8.1766–21.4.1769 | Gilbert Petrie                                                               | (Gouverneur-in Chef)                                          |
| 21.4.1769–11.8.1770 | John Grossle                                                                 | (Gouverneur-in-Chief) (†)                                     |
| 11.8.1770–20.1.1777 | David Mill                                                                   | (Gouverneur-in-Chief)                                         |
| 20.1.1777–25.3.1780 | Richard Miles                                                                | (stellvertretender Gouverneur)                                |
| 25.3.1780–26.5.1781 | John Roberts                                                                 | (Gouverneur-in-Chief) (†)                                     |
| 26.5.1781–29.4.1782 | John B. Weuves                                                               | (Gouverneur-in-Chief)                                         |
| 29.4.1782–29.1.1784 | Richard Miles                                                                | (Gouverneur-in-Chief)                                         |
| 29.1.1784–24.1.1787 | James Morgue (James Mourgan)                                                 | (Gouverneur-in-Chief)                                         |
| 24.1.1787–27.4.1787 | Thomas Price                                                                 | (Gouverneur-in-Chief) (†)                                     |
| 27.4.1787–20.6.1789 | Thomas Norris                                                                | (Gouverneur-in-Chief)                                         |
| 20.6.1789–15.11.1791 | William Fielde                                                               | (Gouverneur-in-Chief)                                         |
| 15.11.1791–31.3.1792 | John Gordon                                                                  | (stellvertretender Gouverneur)                                |
| 31.3.1792–16.12.1798 | Archibald Dalzel                                                             | (Gouverneur-in-Chief)                                         |
| 16.12.1798–4.1.1799 | Jacob Mould                                                                  | (Gouverneur-in-Chief)                                         |
| 4.1.1799–28.4.1800 | John Gordon                                                                  | (stellvertretender Gouverneur)                                |
| 28.4.1800–30.9.1802 | Archibald Dalzel                                                             | (Gouverneur-in Chief)                                         |
| 30.9.1802–8.2.1805 | Jacob Mould                                                                  | (Gouverneur-in-Chief)                                         |
| 8.2.1805–4.12.1807 | (Colonel) George Torrane                                                     | (Gouverneur-in-Chief)                                         |
| 4.12.1807–21.4.1816 | Edward W. White                                                              | (Gouverneur-in-Chief)                                         |
| 21.4.1816–19.1.1817 | Joseph Dawson                                                                | (stellvertretender Gouverneur)                                |
| 19.1.1817–3.7.1821 | John Hope Smith                                                              | (Gouverneur-in-Chief)                                         |
| Am 7. Mai 1821 wurde die „African Company of Merchants“ aufgelöst. Die britische Regierung übernahm alle britischen Etablissements an der Goldküste, die mit Wirkung vom 3. Juli 1821 dem britischen Gouverneur von Sierra Leone unterstellt wurden. (Sofern im Folgenden ein „Gouverneur-in-Chief“ erwähnt wird, handelt es sich um den an der Goldküste anwesenden Gouverneur von Sierra Leone.)                                                         |                                                                              |                                                               |
| 3.7.1821–27.3.1822 | John Hope Smith                                                              | (stellvertretender Gouverneur)                                |
| 27.3.1822–17.5.1822 | (Brigade General) (Sir) Charles MacCarthy                                    | (Gouverneur-in-Chief)                                         |
| 17.5.1822–28.11.1822 | (Major) James Chisholm                                                       | (Commandant)                                                  |
| 28.11.1822–21.1.1824 | (Brigade General) (Sir) Charles MacCarthy                                    | (Gouverneur-in-Chief) († in der Schlacht bei Essemako)        |
| 21.1.1824–1.7.1824(?) | (Major) James Chisholm                                                       | (Gouverneur-in-Chief) (†)                                     |
| im Juni 1824 | (Colonel) Sutherland                                                         |                                                               |
| 17.10.1824–22.3.1825 | (Major) Edward Purdon                                                        | (Commandant)                                                  |
| 22.3.1825–7.4.1825 | (Major General) Charles Turner                                               | (Gouverneur-in-Chief)                                         |
| 7.4.1825–15.11.1826 | (Major General) (Sir) Neil Campbell                                          | (Gouverneur-in-Chief)                                         |
| 15.11.1826–15.10.1827 | (Captain) Henry John Ricketts                                                | (Commandant)                                                  |
| 15.10.1827–10.3.1828 | (Lieutenant Colonel) Hugh Lumley                                             | (Generalleutnant)                                             |
| 10.3.1828–18.5.1828 | (Captain) George Hingston                                                    | (Commandant)                                                  |
| 18.5.1828–30.6.1828 | (Major) Henry John Ricketts                                                  | (Commandant)                                                  |
| Aufgabe der Niederlassungen an der Goldküste seitens der britischen Regierung und Übergabe der hiesigen britischen Etablissements an den von privaten britischen Händlern auf Cape Coast Castle gebildeten Verwaltungsrat am 30. Juni 1828. |                                                                              |                                                               |
| 30.6.1828–19.2.1830 | John Jackson                                                                 | (President of the Council of Merchants)                       |
| 19.2.1830–26.6.1836 | (Captain) George Maclean                                                     | (Gouverneur)                                                  |
| 26.6.1836–15.8.1838 | William Topp                                                                 | (Gouverneur ad Interim)                                       |
| 15.8.1838–5.4.1843 | (Captain) George Maclean                                                     | (Gouverneur)                                                  |
| Im Jahr 1843 übernahm die britische Regierung erneut die direkte Leitung der Angelegenheiten der Goldküste. Sie unterstellte alle hiesigen britischen Niederlassungen unter die unmittelbare Aufsicht des Gouverneurs von Sierra Leone als Vertreter der Krone von Großbritannien und Irland. (Sofern im Folgenden ein „Gouverneur“ („Gouverneur-in-Chief“) erwähnt wird, handelt es sich um den an der Goldküste anwesenden Gouverneur von Sierra Leone.) |                                                                              |                                                               |
| 5.4.1843–8.3.1845 | (Commodore) Henry Worsley Hill,                                              | (Generalleutnant)                                             |
| 8.3.1845–15.4.1846 | James Lilley (Lelley)                                                        | (stellvertretender Gouverneur)                                |
| 15.4.1846–31.1.1849 | (Captain) William Winniett                                                   | (Gouverneur)                                                  |
| 31.1.1849–13.1.1850 | James Coleman Fitzpatrick                                                    | (stellvertretender Gouverneur)                                |
| 13.1.1850–4.12.1850 | (Sir) William Winniett                                                       | (Gouverneur)                                                  |
| 4.12.1850–14.10.1851 | James Bannerman                                                              | (stellvertretender Gouverneur)                                |
| 14.10.1851–Juni 1853 | (Major) Stephen John Hill                                                    | (Gouverneur)                                                  |
| Juni 1853–August 1853 | James Coleman Fitzpatrick                                                    | (stellvertretender Gouverneur)                                |
| August 1853–Februar 1854 | Brodie Cruickshank                                                           | (stellvertretender Gouverneur)                                |
| Februar 1854–Dezember 1854 | (Major) Stephen John Hill                                                    | (Gouverneur)                                                  |
| Dezember 1854–März 1857 | Henry Connor                                                                 | (stellvertretender Gouverneur)                                |
| März 1857–14.4.1858 | (Sir) Benjamin Pine                                                          | (Gouverneur)                                                  |
| 14.4.1858–20.4.1860 | (Major) Henry Bird                                                           | (stellvertretender Gouverneur)                                |
| 20.4.1860–14.4.1862 | Edward B. Andrews                                                            | (Gouverneur)                                                  |
| 14.4.1862–20.9.1862 | William A. Ross                                                              | (stellvertretender Gouverneur)                                |
| 20.9.1862–1864 | Richard Pine                                                                 | (Gouverneur)                                                  |
| im Jahre 1864 | William Hackett                                                              | (Generalleutnant)                                             |
| 1864–1865 | Richard Pine                                                                 | (Gouverneur)                                                  |
| im Jahre 1865 | Rokeby Jones                                                                 | (stellvertretender Gouverneur)                                |
| 1865–April 1865 | W. E. Mockler                                                                | (stellvertretender Gouverneur)                                |
| April 1865–Februar 1867 | (Colonel) Edward Conran                                                      | (Generalleutnant, ab 19.2.1866: administrator)                |
| Februar 1867–August 1868 | Herbert Taylor Ussher                                                        | (administrator)                                               |
| im Dezember 1868 | Cleaver                                                                      | (Gouverneur-in-Chief)                                         |
| bis November 1869 | W. H. Simpson                                                                | (acting administrator)                                        |
| November 1869–1870 | Herbert Taylor Ussher                                                        | (administrator)                                               |
| 8.3.1845–15.4.1846 | James Lilley                                                                 | (stellvertretender Gouverneur)                                |
| i.d.Jahren 1869, 1870 | (Sir) Arthur E. Kennedy                                                      | (Gouverneur-in-Chief)                                         |
| 1870–Juli 1871 | Herbert Taylor Ussher                                                        | (administrator)                                               |
| Juli 1871–1872 | Charles Spencer Salmon                                                       | (acting administrator)                                        |
| 1872–April 1872 | Herbert Taylor Ussher                                                        | (administrator)                                               |
| 8.3.1845–15.4.1846 | James Lilley                                                                 | (stellvertretender Gouverneur)                                |
| April 1872–1872 | John Pope Hennessey (Hennessy)                                               | (Gouverneur-in-Chief)                                         |
| 1872–November 1872 | Charles Spencer Salmon                                                       | (acting administrator)                                        |
| November 1872–7.3.1873 | (Colonel) Robert William Harley                                              | (administrator)                                               |
| 7.3.1873–17.3.1873 | Robert Keate                                                                 | (Gouverneur-in-Chief)                                         |
| 17.3.1873–2.10.1873 | (Colonel) Robert William Harley Alexander Bravo                              | (Gouverneur-in-Chief) (stellvertretender Gouverneur-in-Chief) |
| 2.10.1873–4.3.1874 | (Sir) Garnet Joseph Wolseley                                                 | (Gouverneur-in-Chief)                                         |
| 4.3.1874–30.3.1874 | (Colonel) James Maxwell                                                      | (acting administrator)                                        |
| 30.3.1874–Juni 1874 | (Captain) Charles Cameron Lees William Johnston                              | (Generalleutnant) (acting administrator)                      |
| Am 24. Juli 1874 wurde die Goldküstenkolonie geschaffen („Gold Coast Colony“) und einem eigenen Gouverneur unterstellt. Die neugeschaffene Kolonie umfasste neben den Territorien des vorherigen britischen Protektoratsgebietes der Goldküste zunächst auch das nigerianische Lagos. |                                                                              |                                                               |
| Juni 1874–7.4.1876 | (Captain) George Strahan                                                     | (administrator)                                               |
| 7.4.1876–Dezember 1876 | (Captain) Charles Cameron Lees                                               | (Generalleutnant)                                             |
| Dezember 1876–13.5.1878 | Sanford Freeling                                                             | (Generalleutnant, ab 5. Juni 1877: Gouverneur)                |
| 13.5.1878–Juni 1879 | (Captain) Charles Cameron Lees                                               | (Generalleutnant)                                             |
| Juni 1879–1.12.1880 | Herbert Taylor Ussher                                                        | (Gouverneur)                                                  |
| 1.12.1880–4.3.1881 | (Sir) William Brandford Griffiths                                            | (Generalleutnant)                                             |
| 4.3.1881–13.5.1882 | (Sir) Samuel Rowe                                                            | (Gouverneur)                                                  |
| 13.5.1882–4.10.1882 | Alfred Moloney                                                               | (stellvertretender Gouverneur)                                |
| 4.10.1882–24.12.1882 | (Sir) William Brandford Griffiths                                            | (Generalleutnant)                                             |
| 24.12.1882–29.4.1884 | (Sir) Samuel Rowe                                                            | (Gouverneur)                                                  |
| 29.4.1884–24.4.1885 | William A. G. Young                                                          | (Gouverneur)                                                  |
| 29.4.1885–11.4.1887 | (Sir) William Brandford Griffiths                                            | (Gouverneur)                                                  |
| 11.4.1887–26.11.1887 | (Lieutenant Colonel) F. B. P. White                                          | (stellvertretender Gouverneur)                                |
| 26.11.1887–30.6.1889 | (Sir) William Brandford Griffiths                                            | (Gouverneur)                                                  |
| 30.6.1889–18.2.1890 | Frederic Mitchell Hodgson                                                    | (stellvertretender Gouverneur)                                |
| 18.2.1890–12.6.1891 | (Sir) William Brandford Griffiths                                            | (Gouverneur)                                                  |
| 12.6.1891–24.11.1891 | Frederic Mitchell Hodgson                                                    | (stellvertretender Gouverneur)                                |
| 24.11.1891–12.8.1893 | (Sir) William Brandford Griffiths                                            | (Gouverneur)                                                  |
| 12.8.1893–7.3.1894 | Frederic Mitchell Hodgson                                                    | (stellvertretender Gouverneur)                                |
| 7.3.1894–7.4.1895 | (Sir) William Brandford Griffiths                                            | (Gouverneur)                                                  |
| 7.4.1895–19.4.1896 | William Edward Maxwell                                                       | (Gouverneur)                                                  |
| 19.4.1896–23.10.1896 | (Sir) Frederic Mitchell Hodgson                                              | (stellvertretender Gouverneur)                                |
| 23.10.1896–6.12.1897 | (Sir) William Edward Maxwell                                                 | (Gouverneur)                                                  |
| 6.12.1897–27.12.1898 | (Sir) Frederic Mitchell Hodgson                                              | (stellvertretender Gouverneur, ab 29. Mai 1898: Gouverneur)   |
| 27.12.1898–13.7.1899 | William Low                                                                  | (stellvertretender Gouverneur)                                |
| 13.7.1899–28.6.1900 | (Sir) Frederic Mitchell Hodgson                                              | (Gouverneur)                                                  |
| 28.6.1900–11.7.1900 | William Low                                                                  | (stellvertretender Gouverneur)                                |
| 11.7.1900–29.8.1900 | (Sir) Frederic Mitchell Hodgson                                              | (Gouverneur)                                                  |
| 29.8.1900–17.12.1900 | William Low                                                                  | (Gouverneur)                                                  |
| 17.12.1900–30.7.1902 | Mathew Nathan                                                                | (Gouverneur)                                                  |
| 30.7.1902–20.12.1902 | Leonard Arthur                                                               | (stellvertretender Gouverneur)                                |
| 20.12.1902–9.2.1904 | (Major) (Sir) Mathew Nathan                                                  | (Gouverneur)                                                  |
| 9.2.1904–3.3.1904 | Herbert Bryan                                                                | (stellvertretender Gouverneur)                                |
| 3.3.1904–10.5.1905 | (Sir) John Pickersgill Rodger                                                | (Gouverneur)                                                  |
| 10.5.1905–12.11.1905 | Herbert Bryan                                                                | (stellvertretender Gouverneur)                                |
| 12.11.1905–2.4.1906 | (Sir) John Pickersgill Rodger                                                | (Gouverneur)                                                  |
| 2.4.1906–2.9.1906 | Herbert Bryan                                                                | (stellvertretender Gouverneur)                                |
| 2.9.1906–9.10.1907 | (Sir) John Pickersgill Rodger                                                | (Gouverneur)                                                  |
| 9.10.1907–28.3.1908 | Herbert Bryan                                                                | (stellvertretender Gouverneur)                                |
| 28.3.1908–30.3.1909 | (Sir) John Pickersgill Rodger                                                | (Gouverneur)                                                  |
| 30.3.1909–29.8.1909 | Herbert Bryan                                                                | (stellvertretender Gouverneur)                                |
| 29.8.1909–1.9.1910 | (Sir) John Pickersgill Rodger                                                | (Gouverneur)                                                  |
| 1.9.1910–23.11.1909 | Herbert Bryan                                                                | (stellvertretender Gouverneur)                                |
| 23.11.1910–5.2.1911 | James Jamieson Thorburn                                                      | (Gouverneur)                                                  |
| 5.2.1911–16.6.1911 | Herbert Bryan                                                                | (stellvertretender Gouverneur)                                |
| 16.6.1911–29.6.1912 | James Jamieson Thorburn                                                      | (Gouverneur)                                                  |
| 29.6.1912–26.12.1912 | Herbert Bryan                                                                | (stellvertretender Gouverneur)                                |
| 26.12.1912–1.5.1914 | (Sir) Hugh Charles Clifford                                                  | (Gouverneur)                                                  |
| 1.5.1914–27.8.1914 | (Sir) William Robertson                                                      | (stellvertretender Gouverneur)                                |
| 27.8.1914–5.5.1915 | (Sir) Hugh Charles Clifford                                                  | (Gouverneur)                                                  |
| 5.5.1915–16.11.1915 | Alexander Ransford Slater                                                    | (stellvertretender Gouverneur)                                |
| 16.11.1915–18.11.1916 | (Sir) Hugh Charles Clifford                                                  | (Gouverneur)                                                  |
| 18.11.1916–23.4.1917 | Alexander Ransford Slater                                                    | (stellvertretender Gouverneur)                                |
| 23.4.1917–1.4.1919 | (Sir) Hugh Charles Clifford                                                  | (Gouverneur)                                                  |
| 1.4.1919–8.10.1919 | Alexander Ransford Slater                                                    | (stellvertretender Gouverneur)                                |
| 8.10.1919–2.6.1920 | Frederick Gordon Guggisberg                                                  | (Gouverneur)                                                  |
| 2.6.1920–6.10.1920 | Alexander Ransford Slater                                                    | (stellvertretender Gouverneur)                                |
| 6.10.1920–11.7.1921 | Frederick Gordon Guggisberg                                                  | (Gouverneur)                                                  |
| 11.7.1921–12.12.1921 | R. W. H. Wilkinson                                                           | (stellvertretender Gouverneur)                                |
| 12.12.1920–2.4.1923 | (ab 1922: Sir) Frederick Gordon Guggisberg                                   | (Gouverneur)                                                  |
| 2.4.1923–17.8.1923 | James Crawford Maxwell                                                       | (stellvertretender Gouverneur)                                |
| 17.8.1923–1.10.1923 | Arthur J. Philbrick                                                          | (stellvertretender Gouverneur)                                |
| 1.10.1923–31.3.1924 | (Sir) Frederick Gordon Guggisberg                                            | (Gouverneur)                                                  |
| 31.3.1924–1.9.1924 | James Crawford Maxwell                                                       | (stellvertretender Gouverneur)                                |
| 1.9.1924–6.7.1925 | (Sir) Frederick Gordon Guggisberg                                            | (Gouverneur)                                                  |
| 6.7.1925–10.11.1925 | James Crawford Maxwell                                                       | (stellvertretender Gouverneur)                                |
| 10.11.1925–11.4.1926 | (Sir) Frederick Gordon Guggisberg                                            | (Gouverneur)                                                  |
| 11.4.1926–27.9.1926 | James Crawford Maxwell                                                       | (stellvertretender Gouverneur)                                |
| 27.9.1926–24.4.1927 | (Sir) Frederick Gordon Guggisberg                                            | (Gouverneur)                                                  |
| 24.4.1927–5.6.1927 | James Crawford Maxwell                                                       | (stellvertretender Gouverneur)                                |
| 5.6.1927–19.7.1927 | John Maxwell                                                                 | (stellvertretender Gouverneur)                                |
| 19.7.1927–18.4.1930 | (Sir) Alexander Ransford Slater                                              | (Gouverneur)                                                  |
| 18.4.1930–22.9.1930 | G. C. du Boulay                                                              | (stellvertretender Gouverneur)                                |
| 22.9.1930–30.1.1931 | (Sir) Alexander Ransford Slater                                              | (Gouverneur)                                                  |
| 30.1.1931–20.4.1931 | Geoffrey Northcote                                                           | (stellvertretender Gouverneur)                                |
| 20.4.1931–8.12.1931 | (Sir) Alexander Ransford Slater                                              | (Gouverneur)                                                  |
| 8.12.1931–14.12.1931 | G. C. du Boulay                                                              | (stellvertretender Gouverneur)                                |
| 14.12.1931–5.4.1932 | (Sir) Alexander Ransford Slater                                              | (Gouverneur)                                                  |
| 5.4.1932–29.11.1932 | Geoffrey Northcote                                                           | (stellvertretender Gouverneur)                                |
| 29.11.1932–13.5.1934 | (Sir) Shenton Thomas                                                         | (Gouverneur)                                                  |
| 13.5.1934–23.10.1934 | Geoffrey Northcote                                                           | (stellvertretender Gouverneur)                                |
| 24.10.1934–24.10.1941 | (Sir) Arnold Wienholt Hodson                                                 | (Gouverneur)                                                  |
| 24.10.1941–29.6.1942 | George Ernest London                                                         | (stellvertretender Gouverneur)                                |
| 29.6.1942–2.8.1947 | (Sir) Alan Cuthbert Maxwell Burns                                            | (stellvertretender Gouverneur)                                |
| 2.8.1947–12.1.1948 | George Ernest London                                                         | (stellvertretender Gouverneur)                                |
| 12.1.1948–15.2.1949 | (Sir) Gerald Hallen Creasy                                                   | (Gouverneur)                                                  |
| 15.2.1949–28.3.1949 | (Sir) Robert Scott                                                           | (stellvertretender Gouverneur)                                |
| 28.3.1949–11.6.1949 | Thorleif Rattray Orde Mangin                                                 | (stellvertretender Gouverneur)                                |
| 11.6.1949–11.8.1949 | (Sir) Robert Scott                                                           | (stellvertretender Gouverneur)                                |
| 11.8.1949–6.3.1957 | (Sir) Charles Noble Arden-Clarke                                             | (Gouverneur)                                                  |
| 21.6.1952–1.7.1960 | Kwame Nkrumah                                                                | (Prime Minister)                                              |
| 6. März 1957: Tag der Unabhängigkeit. Aus der britischen Kolonie Goldküste wird das unabhängige Ghana. |                                                                              |                                                               |
| 6.3.1957–14.5.1957 | (Sir) Charles Noble Arden-Clarke                                             | (Gouverneur-General)                                          |
| 14.5.1957–13.11.1957 | Kobina Arku Korsah                                                           | (stellvertretender Gouverneur-General)                        |
| 13.11.1957–1.7.1960 | William Hare, 5. Earl of Listowel                                            | (Gouverneur-General)                                          |
| | Liste der britischen (englischen) Gouverneure der Goldküste (sofern bekannt) |                                                               |

## Schwedische Kommandanten an der Goldküste
| \| \| Liste der schwedischen Kommandanten an der Goldküste (sofern bekannt) \|                                               |                                                                       |                                                              |
| Zeit | Name                                                                  | Bemerkungen                                                  |
| 1650–1652 | Heinrich Carloff                                                      | aus Finnland                                                 |
| Kommandanten auf Karlsborg (Carolusburg)                                                                                     |                                                                       |                                                              |
| ab 1652 | Isaak Meville (Melville)                                              | aus Basel                                                    |
| bis 1656 | Heinrich Carloff                                                      | wechselt am 27.3.1657 in die Dienste des Königs von Dänemark |
| 1656–1658 | J. Philippus von Krusenstierna                                        |                                                              |
| 1658 wurden die schwedischen Niederlassungen an der Goldküste im Rahmen des Ersten Nordischen Krieges von den Dänen besetzt. |                                                                       |                                                              |
| im Jahre 1659 | J. Philippus von Krusenstierna                                        |                                                              |
| 1660–22.4.1663 | Anton Voß                                                             | aus Hamburg                                                  |
| | Liste der schwedischen Kommandanten an der Goldküste (sofern bekannt) |                                                              |

Auf Grund dessen, dass die Schweden ihre Guineafahrten praktisch eingestellt hatten, und auch auf einen gewissen Druck der Holländer hin, erstürmten am 22. April 1663 einheimische Fetus Fort Carolusburg und übergaben das Fort am 2. Mai 1663 den Holländern. Eventuelle Besitzansprüche an der Goldküste werden seitens Schwedens spätestens mit dem Frieden zu Breda (21. Juli 1667) endgültig aufgegeben.

## Gouverneure der dänischen Besitzungen an der Goldküste
| \| \| Gouverneure der dänischen Besitzungen an der Goldküste (sofern bekannt) \|                                                                               |                                                                         |                               |
| Zeit | Name                                                                    | Bemerkungen                   |
| Februar 1658–März 1658 | Heinrich Carloff                                                        | Karlsborg (Carolusburg)       |
| März 1658–15.4.1659 | Samuel Schmidt oder Smith                                               | Karlsborg (Carolusburg)       |
| 20.12.1652–Juni 1662 | Jost Cramer                                                             | Frederiksborg                 |
| Juni 1662–8.2.1668 | Henning Albrecht (Henri Halbreckhe)                                     | Frederiksborg                 |
| 8.2.1668–1674 | Bartholomäus von Grönstein (von Grünenstein)                            | Gouverneur, Frederiksborg     |
| 1674–1676/77 | Conrad Crull                                                            | Gouverneur, Frederiksborg     |
| 1676/77–1681 | Peter With                                                              | Frederiksborg                 |
| 1681 | Magnus Prang                                                            | Gouverneur, Frederiksborg     |
| 1676/77–1679 | Johann Ulrich                                                           | Kommandant auf Christiansborg |
| 1679 | Peter Boldt                                                             | Kommandant auf Christiansborg |
| 1679–1683 ist Christiansborg im portugiesischen Besitz; Rückgabe an Dänemark 1683                                                                              |                                                                         |                               |
| 1684 | (Leutnant) Lykke                                                        | Kommandant auf Frederiksborg  |
| Frederiksborg wurde ab 1684 (wegen Spielschulden des Kommandanten Lykke) von Engländern besetzt und im Jahr 1688 von Dänemark endgültig an England abgetreten. |                                                                         |                               |
| Gouverneure der dänischen Besitzungen auf der Goldküste, Sitz Christiansburg                                                                                   |                                                                         |                               |
| im Jahre 1691 | Åbenbart                                                                |                               |
| bis 1698 | Erik Tylleman                                                           | (†)                           |
| 6.10.1698–23.12.1698 | Erik Oehlsen                                                            | (†)                           |
| 23.12.1698–31.8.1703 | Johan Tranne (John Trawne)                                              | (†)                           |
| 31.8.1703–23.4.1704 | Hartvig Meyer                                                           | (†)                           |
| 23.4.1704–6.6.1705 | Peter Swerdrup                                                          | (†)                           |
| 6.6.1705–6.5.1706 | Peter Petersen                                                          | (†)                           |
| 6.5.1706–17.8.1711 | Erik Olsen Lygaard                                                      | (†)                           |
| 17.8.1711–26.11.1717 | Frantz Boye                                                             | (†)                           |
| 26.11.1717–30.8.1720 | Knud Röst                                                               | (†)                           |
| 30.8.1720–4.1.1722 | Peter Östrup                                                            | (†)                           |
| 4.1.1722–22.1.1723 | David Herrn                                                             | (†)                           |
| 22.1.1723–30.10.1723 | Niels F. Ostrup                                                         | (†)                           |
| 30.10.1723–30.4.1724 | Christian Sundermann                                                    | (†)                           |
| 30.4.1724–1.3.1727 | Hendrick von Suhm                                                       |                               |
| 1.3.1727–18.9.1727 | Frederick Pahl                                                          | (†)                           |
| 18.9.1727–24.12.1728 | Andreas Willumsen                                                       | (†)                           |
| 24.12.1728–12.8.1735 | Andreas Waeroe                                                          |                               |
| 12.8.1735–14.6.1736 | Sören Schilderup (Severin Schildrup)                                    | (†)                           |
| 14.6.1728–20.6.1740 | Enevold Nielson Borris                                                  | (†)                           |
| 20.6.1740–26.5.1743 | Peter Nikolaj Jörgesen (Peter Forgesen)                                 | (†)                           |
| 26.5.1743–3.2.1744 | Christian Glob Dorph                                                    | (†)                           |
| 3.2.1744–13.3.1745 | Jörgen Bilsen                                                           | (†)                           |
| 13.3.1745–23.3.1745 | Thomas Brock                                                            | (†)                           |
| 23.3.1745–23.4.1745 | Johan Wilder                                                            | (†)                           |
| 23.3.1745–21.6.1746 | August Frederick Hackenborg                                             |                               |
| 21.6.1746–21.2.1751 | Joost Platfues (Foost Platfusz)                                         |                               |
| 21.2.1751–8.3.1751 | Magnus Christopher Litzow                                               | (†)                           |
| 8.3.1751–21.7.1752 | Magnus Hacksen                                                          | (†)                           |
| 21.7.1752–10.3.1757 | Carl Engmann                                                            |                               |
| 10.3.1767–14.2.1762 | Christian Jessen (Christian Fessen)                                     |                               |
| 14.2.1762–20.10.1766 | Carl Gottlieb Resch                                                     |                               |
| 20.10.1766–11.1.1768 | Christian Tychsen                                                       | (†)                           |
| 11.1.1768–2.7.1769 | Frantz Joachim Kühberg                                                  |                               |
| 2.7.1769–1.6.1770 | Gerhardt F. Wrisberg                                                    |                               |
| 1.6.1770–13.6.1770 | Joachim Christian Otto                                                  | (†)                           |
| 13.6.1770–15.6.1772 | Johan Daniel Frölich                                                    | (†)                           |
| 15.6.1772–24.6.1777 | Niels A. Åarestrup                                                      |                               |
| 24.6.1777–2.12.1780 | (Major) Johan Conrad von Hemsen                                         | (†)                           |
| 2.12.1780–31.3.1788 | (Major) Jens Adolph Kjöge                                               |                               |
| 31.3.1788–23.10.1789 | Johan Friedrich Kipnasse                                                |                               |
| 23.10.1789–25.1.1793 | Andreas Riegelsen Biørn                                                 |                               |
| 25.1.1793–30.6.1793 | Andreas Hammer                                                          |                               |
| 30.6.1793–3.8.1793 | Bendt Olrich                                                            | (†)                           |
| 3.8.1793–17.8.1795 | (Baron) Friedrich Christian von Hagen                                   | (†)                           |
| 17.8.1795–31.12.1799 | Johan Peter David Wrisberg                                              |                               |
| 31.12.1799–1.10.1802 | Johan David Anholm                                                      |                               |
| 1.10.1802–15.4.1807 | Johan Peter David Wrisberg                                              |                               |
| 15.4.1807–1.3.1817 | Christian Schönning                                                     | (†)                           |
| 1.3.1817–5.10.1817 | Johann Emanuel Richter                                                  | (†)                           |
| 5.10.1817–15.5.1819 | Jens Nikolaus Cornelis Reiersen                                         | (†)                           |
| 15.5.1819–1.1.1821 | Niels A. Åarestrup                                                      |                               |
| 1.1.1821–10.9.1821 | Peter Svane Steffens                                                    | (†)                           |
| 10.9.1821–23.12.1823 | Mathias Thönning                                                        |                               |
| 23.12.1823–16.3.1825 | Johan Christopher von Richelieu                                         |                               |
| 16.3.1825–30.9.1827 | Niels Brock                                                             |                               |
| 30.9.1827–1.8.1828 | Jens P. Flindt (J. P.Findt)                                             |                               |
| 1.8.1828–20.1.1831 | Henrik Gerhard Lindt (H. G.Lind)                                        |                               |
| 20.1.1831–21.10.1831 | Ludvig Vincent von Hein                                                 | (†)                           |
| 21.10.1831–4.12.1831 | Helmuth von Ahrenstorff                                                 | (†)                           |
| 4.12.1831–1.3.1833 | Niels Broch                                                             |                               |
| 1.3.1833–21.7.1833 | Henrik Gerhard Lindt (H. G.Lind)                                        | (†)                           |
| 21.7.1833–2.12.1834 | Niels Broch                                                             |                               |
| im Jahre 1838 | Edward C. Carstensen                                                    |                               |
| im Jahre 1838 | Welf Joseph                                                             |                               |
| bis 18.3.1839 | Frederick Siegfried Mörck                                               | (†)                           |
| 18.3.1839–18.8.1839 | Hans Angel Gjede                                                        | (†)                           |
| 18.8.1839–24.5.1842 | Lucas Dall                                                              |                               |
| 24.5.1842–26.8.1842 | Bernhard Johan Christian Wilkens                                        | (†)                           |
| im Jahre 1842 | Wulff J. Wulff                                                          |                               |
| 26.8.1842–18.3.1844 | (Hauptmann) Edward James Arnold Carstensen                              |                               |
| 18.3.1844–5.7.1844 | Edvard Ericksen                                                         |                               |
| 5.7.1844–9.10.1844 | George Lutterdot                                                        |                               |
| bis 1850 | (Hauptmann) Edward James Arnold Carstensen                              |                               |
| | Gouverneure der dänischen Besitzungen an der Goldküste (sofern bekannt) |                               |

Nach der Verkündung der neuen Verfassung am 5. Juni 1849 verkaufte Dänemark alle im dänischen Besitz befindlichen Forts an der Guineaküste an Großbritannien. Am 6. März 1850 wurde das Fort Christiansborg an die Briten übergeben, und am 30. März 1850 wurde die letzte dänische Flagge an der Goldküste eingeholt.

## Brandenburgische (ab 1701: preußische) Kommandanten
| \| \| Liste der brandenburgischen (preußischen) Kommandanten an der Goldküste (sofern bekannt) \| |                                                                                          |             |
| Zeit                                                                                              | Name                                                                                     | Bemerkungen |
| Kommandanten auf Großfriedrichsburg                                                               |                                                                                          |             |
| 1683                                                                                              | Otto Friedrich von der Groeben                                                           |             |
| 1683–1684                                                                                         | Philipp Pietersen Blonck                                                                 |             |
| im Jahr 1684                                                                                      | Nathaniel Dillger (Nathaniel Dillinger)                                                  |             |
| im Jahr 1684                                                                                      | Joost van Coulster                                                                       |             |
| 1684–1685                                                                                         | Carl Constantin von Schnitter                                                            |             |
| 1685–1686                                                                                         | Johan Brouw                                                                              |             |
| 1686–1691                                                                                         | Johann Niemann                                                                           |             |
| ab 1691                                                                                           | Jan ten Hoof (Johann von Hoft)                                                           | (Vater)     |
| bis 1696                                                                                          | Jacob ten Hoof (Jacob von Hoft)                                                          | (Sohn)      |
| 1696–1697                                                                                         | Gysbert van Hoogveld (Gyhbrech van Hoogveld)                                             |             |
| 1697–1698                                                                                         | Jan van Laar                                                                             |             |
| 1698–1699                                                                                         | Otto Swalme (Otto Swalwe)                                                                |             |
| 1699–1700                                                                                         | Jan de Vister (Jan de Visser)                                                            |             |
| 1700–ca. 1703                                                                                     | Adriaan Grobbe                                                                           |             |
| ca. 1703–1706                                                                                     | Johann Muntz                                                                             |             |
| 1706–1709                                                                                         | Heinrich Lamy (Heinrich Lamey)                                                           |             |
| 1709–1710                                                                                         | Harmen Stockhoff (Harmen Stockhof)                                                       |             |
| im Jahr 1711                                                                                      | (General) Frans de Lange                                                                 |             |
| 1712–1716                                                                                         | Nicolas du Bois                                                                          |             |
| 1716–1717                                                                                         | (Sergeant) Anton Gunter van der Meden                                                    |             |
|                                                                                                   | Liste der brandenburgischen (preußischen) Kommandanten an der Goldküste (sofern bekannt) |             |

Mit einem im Haag (Den Haag) am 18. Dezember 1717 unterzeichneten Vertrag verkaufte König Friedrich Wilhelm I. von Preußen seine Besitzungen an der Guineaküste an die Niederländisch-Westindische Compagnie (W. I. C.) (Ratifikation der Amsterdamer Kammer der W. I. C: 12. Januar 1718; preußische Ratifikation: 14. Januar 1718)